# Eruwa
|  | Per a altres significats, vegeu «eruwes». |

L'eruwa (o arokwa, erakwa, erohwa) és una llengua edoid que parlen els eruwes, els membres d'un grup ètnic que habita a la regió d'Isoko, a l'estat del Delta, al sud de Nigèria.

## Fonologia
El sistema vocàlic de l'ẹrụwa és molt reduït, si tenim en compte el de la llengua reconstruïda del proto-edoid. Té nou vocals en dos conjunts harmònics: /i e a o u/ i /ɪ ɛ a ɔ ʊ/.
Es podria dir que l'eruwa no té nasals oclusives (m, n) i al seu lloc s'utilitzen els fonemes [b] i [l], segons si la següent vocal és oral o nasal. Les consonants aproximants /ʋ, ɹ, j, w/ tenen consonants al·lòfons nasals. L'inventari consonantic de l'eruwa és:
|            | Labial  | Alveolar | Palatal | Velar | Labio-velar | glotal |
| ---------- | ------- | -------- | ------- | ----- | ----------- | ------ |
| Oclusiva   | p b [m] | t d      |         | k ɡ   | k͡p ɡ͡b       |        |
| fricativa  | f v     | s z      |         | x ɣ   |             | h      |
| Aproximant |         | l [n]    |         |       |             |        |
| Aproximant | ʋ       | ɹ        | j       |       | w           |        |

## Família lingüística i relació amb altres llengües
L'eruwa és una llengua edoid del sud-oest, que forma part de la família de les llengües Benué-Congo, que són llengües nigerocongoleses. Les altres llengües d'aquest grup lingüístic són l'isoko, l'okpe, l'urhobo i l'uvbie.
L'eruwa és una llengua molt propera a l'urhobo i no és intel·ligible amb tots els dialectes de l'isoko.

## Ús
L'eruwa és una llengua que parlen prop de mig milió de persones i que té un ús vigorós (6a): la llengua és utilitzada en la comunicació oral per totes les generacions i la seva situació és sostenible.
Molts dels eruwes estan substituint l'eruwa per l'isoko central.

## Recursos sobre l'eruwa a internet
A la pàgina web d'Open Language Archives hi trobem recursos sobre l'eruwa. Al Glottolog hi ha una llista dels articles i treballs sobre l'eruwa.